# Alexander Yellen
Alexander Brooks Yellen (* 26. Januar 1981 in Washington, D.C.) ist ein US-amerikanischer Kameramann, Filmregisseur und Filmproduzent.

## Leben
Yellen wurde am 26. Januar 1981 in Washington, D.C. als Sohn des Archäologen John Yellen und der Anthropologin Alison Brooks geboren. Er absolvierte 1999 die St. Albans School in Washington, D.C. 2003 erlangte er einen Bachelor of Arts Abschluss an der Wesleyan University. Nach seinem dortigen Abschluss zog er nach Los Angeles. 2006 und 2007 gewann er mit seinem Team das Race Across America.
Ab Mitte der 2000er begann Yellen mit ersten Tätigkeiten als Kameramann. Gegen Ende der 2000er Jahre begann er regelmäßig als Kameramann für verschiedene Filmproduktionen des Filmstudios The Asylum zu arbeiten. Als Kameramann war er für 51 Episoden der Fernsehserie Z Nation verantwortlich, die zwischen 2014 und 2018 gedreht wurde. Für acht Episoden trat er außerdem als Regisseur in Erscheinung. 2013 war er der Regisseur für den Fernsehhorrorfilm Battledogs.

## Filmografie (Auswahl)

### Kamera
- 2005: Race Across America (Fernsehdokumentation)
- 2005: Matrimonium
- 2007: Universal Soldiers
- 2007: I Am Omega
- 2008: 100 Million BC
- 2008: Street Racer
- 2008: Recruited (Kurzfilm)
- 2008: After Dark (Kurzfilm)
- 2009: A Thousand Times Goodnight (Kurzfilm)
- 2009: Mega Shark vs. Giant Octopus
- 2009: Red Team (Kurzfilm)
- 2009: Pink Sweat (Kurzfilm)
- 2009: Le Internet Date (Kurzfilm)
- 2010: Dusk (Kurzfilm)
- 2010: 6 Guns
- 2010: Airline Disaster – Terroranschlag an Bord (Airline Disaster)
- 2010: Das total versaute Cheerleader Camp (#1 Cheerleader Camp)
- 2010: Titanic 2 – Die Rückkehr (Titanic II)
- 2010: Mega Shark vs. Crocosaurus
- 2010: 2010: Moby Dick
- 2011: Backfire (Kurzfilm)
- 2011: Ovation Short Film Contest Promo (Kurzfilm)
- 2011: 200 MPH (200 M.P.H.)
- 2011: Thor – Der Allmächtige (Fernsehfilm, Almighty Thor)
- 2011: Eiszeit – New York 2012 (2012: Ice Age)
- 2011: Born Bad
- 2011: A Haunting in Salem
- 2011: 11/11/11 – Das Omen kehrt zurück (11/11/11)
- 2011: Guess Whom (Kurzfilm)
- 2012: Grimm’s Snow White
- 2012: Nazi Sky – Die Rückkehr des Bösen (Nazis at the Centre of the Earth)
- 2012: Recalculating (Kurzfilm)
- 2012: Bigfoot – Die Legende lebt! (Bigfoot, Fernsehfilm)
- 2012: The Silicon Assassin Project (Fernsehserie)
- 2012: Haunted Collector (Fernsehserie, 8 Episoden)
- 2012: She Is Not My Sister
- 2012: Zombie Invasion War (Rise of the Zombies, Fernsehfilm)
- 2012: Zombie Apocalypse
- 2012: Money Shot
- 2012: Vortex – Beasts from Beyond (Big Bad Bugs)
- 2012: The Brute Killer (Kurzfilm)
- 2013: Meet the Cleavers – Familienfeste und andere Katastrophen (Cleaver Family Reunion)
- 2013: Paranormal Movie
- 2013: Old Souls (Fernsehfilm)
- 2013: Do You Have a Cat? (Kurzfilm)
- 2013: Atlantic Rim
- 2013: Destruction: Las Vegas (Blast Vegas)
- 2013: Home Invasion – Dieses Haus gehört mir (Foreclosed)
- 2013: Poseidon Rex
- 2013: The Happenings: Was wäre wenn ... (The Happenings, Fernsehserie, Episode 1x04)
- 2014: Mega Shark vs. Mechatronic Shark (Mega Shark vs. Mecha Shark)
- 2014: The Run-In (Kurzfilm)
- 2014: Airplane vs. Volcano (Airplane vs Volcano)
- 2014: American Warships 2 (Bermuda Tentacles, Fernsehfilm)
- 2014: Surrendered (Kurzfilm)
- 2014: Blood Lake: Killerfische greifen an (Blood Lake – Attack Of The Killer Lampreys, Fernsehfilm)
- 2014: Mercenaries
- 2014: Miles to Go (Kurzfilm)
- 2014: Finders Keepers
- 2014: House of Secrets
- 2014–2018: Z Nation (Fernsehserie, 51 Episoden)
- 2015: 3-Headed Shark Attack
- 2015: A House Is Not a Home
- 2016: The Circle of Orange (Kurzfilm)
- 2016: A Christmas in Vermont (Fernsehfilm)
- 2017: Circus Kane
- 2017: Deadly Vows (Fernsehfilm)
- 2017–2018: High Cuisine (Fernsehserie, 10 Episoden)
- 2018: I’ll Be Watching
- 2018: Dee Jay Zee (Kurzfilm)
- 2019: Goodbye Dessa (Kurzfilm)
- 2019: Sleeping with My Student
- 2019: Christmas Hotel (Fernsehfilm)
- 2020: Killer Bites (Fernsehserie)
- 2020: Dying for A Daughter (Fernsehfilm)
- 2020–2021: Ghost Nation (Fernsehserie, 12 Episoden)
- 2020–2021: FraXtur (Fernsehserie, 8 Episoden)
- 2021: Assault on VA-33
- 2021: A Predator Returns (Fernsehfilm)
- 2021: The Killer in My Backyard (Fernsehfilm)
- 2021: The Start of the End (Kurzfilm)
- 2022: Healthline’s Science of Dreams (Miniserie)
- 2022: Piranha Women
- 2022: Hall Pass Nightmare (Fernsehfilm)
- 2022: A Royal Christmas on Ice – Auf Schlittschuhen ins Weihnachtsglück (A Royal Christmas on Ice, Fernsehfilm)
- 2022: Prisoner of Love
- 2022: The Boyfriend Trap
- 2023: Love’s Playlist (Fernsehfilm)
- 2023: Project Baby (Fernsehfilm)
- 2023: Daruma
- 2023: Five Star Murder
- 2023: The Plus One
- 2023: Signs of Your Heart
- 2024: Killing All My Sisters (Fernsehfilm)
- 2024: My Father’s Murder in Greece (Fernsehfilm)

### Regie
- 2013: Battledogs (Fernsehfilm)
- 2014: Miles to Go (Kurzfilm)
- 2014: Finders Keepers
- 2015–2018: Z Nation (Fernsehserie, 8 Episoden)
- 2020: Dead End Drive (Kurzfilm)
- 2023: Daruma

### Produktion
- 2011: Guess Whom (Kurzfilm)
- 2014: Miles to Go (Kurzfilm)
- 2015: A House Is Not a Home
- 2020: Dead End Drive (Kurzfilm)
- 2023: Daruma